# Hằng Sơn, Kê Tây
Hằng Sơn (chữ Hán giản thể: 恒山区, âm Hán Việt: Hằng Sơn khu) là một quận thuộc địa cấp thị Kê Tây, tỉnh Hắc Long Giang, Cộng hòa Nhân dân Trung Hoa. Quận Hằng Sơn có diện tích 587 km², dân số 180.000 người. Mã số bưu chính của quận Hằng Sơn là 158130. Quận Hằng Sơn được chia thành 7 nhai đạo, 3 hương. 
- Nhai đạo biện sự xứ: Hoa Mộc Lâm, Đại Hằng Sơn, Tiểu Hằng Sơn, Nhị Đạo Hà Tử, Trương Tân, Phấn Đấu, Liễu Mao.
- Hương: Hồng Kỳ, Dân Chủ, Liễu Mao.